# Мости (станція)
Мости (біл. Масты, пол. Mosty) — вузлова залізнична станція Барановицького відділення Білоруської залізниці на перетині ліній Гродно — Барановичі-Поліські та Ліда — Мости. Розташована в однойменому місті Гродненськой області Білорусі, за 58 км на південний схід від Гродно.

## Історія
Станція відкрита у 1886 році на лінії Білосток — Вовковиськ — Барановичі Поліських залізниць. Залізниця з'єднала місто Мости з найбальшими економічними центрами країни. На місці лісопильного заводу була заснована залізнична станція, через яку розпочався регулярний рух поїздів на побудованій залізниці, що сполцчила Мости з Гродно, Лідою, Вовковиськом, Барановичами..
У 1893—1907 роках на залізничній станції функціонувало шпалопропітне підприємство. У квітні 1906 року на станції відбувся страйк граборів.
До початку Першої світової війни основні залізничні колії сучасного Барановицького відділення фактично були побудовані. У 1915 році райони Західної Білорусі були окуповані кайзерівськими військами. У квітні 1920 року війська Польщі захопили західну частину Білорусі. За умовами підписаного в Ризі 18 березня 1921 року мирного договору, західні білоруські землі відійшли до складу польської держави. За 18 років польського панування у Західній Білорусі було побудовано всього 107 км залізничних колій. Побудовані дільниці Воропаєва — Друя (завдожки 89 км) побудована у 1932 році, а також дільниця Воропаєва — Друскінінкай (18 км).
У 1939 році побудований другий поверх вокзалу.

## Пасажирське сполучення
Через станцію Мости прямують пасажирські поїзди міжнародних та міжрегіональних ліній, а також регіональних ліній бізнес- та економ-класу:
| Пасажирські поїзди далекого сполучення | Пасажирські поїзди далекого сполучення |
| №                                      | Маршрут сполучення                     |
| -------------------------------------- | -------------------------------------- |
| 4/3, 8/7 «Слов'янський експрес»        | Гродно — Москва                        |
| 606/605                                | Гродно — Берестя                       |
| 610/609                                | Гродно — Гомель                        |
| 624/623, 634/633                       | Гродно — Вітебськ / Могильов           |
| 628/627                                | Гродно — Мінськ                        |
| 630/629                                | Гродно — Мінськ                        |
| 632/631                                | Гродно — Гомель                        |
| 674/673                                | Гродно — Мінськ                        |
| 678/677                                | Гродно — Мінськ                        |
| Поїзди регіональних ліній економкласу  |                                        |
|                                        | Гродно — Барановичі-Поліські           |
|                                        | Гродно — Ліда                          |
|                                        | Гродно — Озерниця                      |
|                                        | Гродно — Слонім                        |

Примітка: Актуальний розклад руху пасажирських поїздів на сайті Білоруської залізниці.